# Poggio delle Ignude
Il poggio delle Ignude è una montagna dell'alto Appennino bolognese e pistoiese, il cui versante settentrionale appartiene al comune bolognese di Lizzano in Belvedere, mentre quello meridionale al comune di Pistoia.
A livello geografico, il poggio delle Ignude è ubicato sul crinale spartiacque dei torrenti Silla (a nord) e Orsigna (a sud), tra le cime del monte Gennaio (a nord-ovest), del quale è considerato spesso come l'anticima, sebbene sia da esso separato da un piccolo valico posto a 1700 metri, e quella della Porta Franca, vicina al monte Bubiale (a sud-est).
Dal poggio delle Ignude, che raggiunge la quota di 1735 metri sul livello del mare, essendo così una delle più alte cime della provincia di Pistoia, nascono due importanti corsi d'acqua: il torrente Orsigna dal versante meridionale, tributario da sinistra del fiume Reno, e il torrente Causso dal versante settentrionale, uno dei principali rami sorgentizi del torrente Silla.